# Helmut Förnbacher
Helmut Förnbacher, né le 26 janvier 1936 à Bâle, est un acteur, réalisateur et scénariste suisse.
Il apparait dans plus de 72 films au cinéma et à la télévision depuis 1959. Il a été nommé dans la catégorie meilleurs acteurs aux Prix du film allemand pour son rôle dans Chasse aux renards interdite en 1966.
Il a fondé à Bâle en 1980 sa propre compagnie de théâtre non subventionnée.

## Filmographie
- 1964 : Sechs Personen suchen einen Autor
- 1966 : Chasse aux renards interdite
- 1967 : Premières lueurs de l'aube (Plaisirs pervers - St. Pauli zwischen Nacht und Morgen)
- 1976 : La Solitude soudaine de Konrad Steiner
- 1996 : Tod auf Neuwerk (Tatort), réalisateur
- 1998 : Am Ende der Welt (Tatort), réalisateur